# Angela minor
Angela minor är en bönsyrseart som beskrevs av Giglio-tos 1916. Angela minor ingår i släktet Angela och familjen Mantidae. Inga underarter finns listade i Catalogue of Life.